# Die heilige Johanna der Schlachthöfe

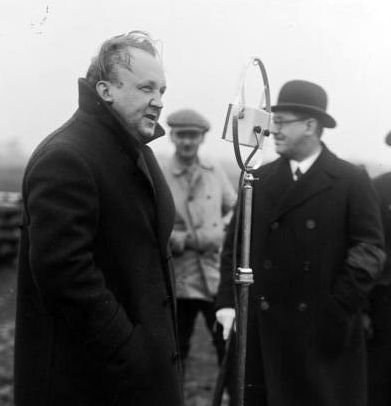
Alfred Braun 1928, Regisseur der Hörspielfassung

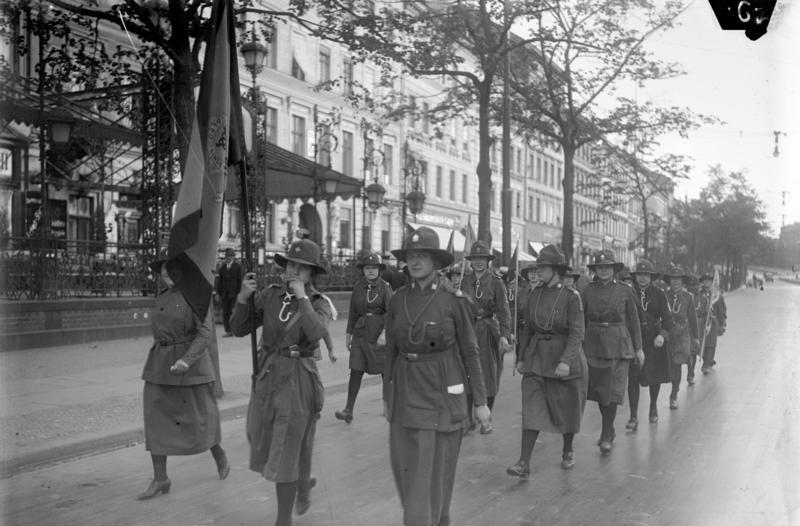
Aufmarsch der Heilsarmee in Berlin 1931

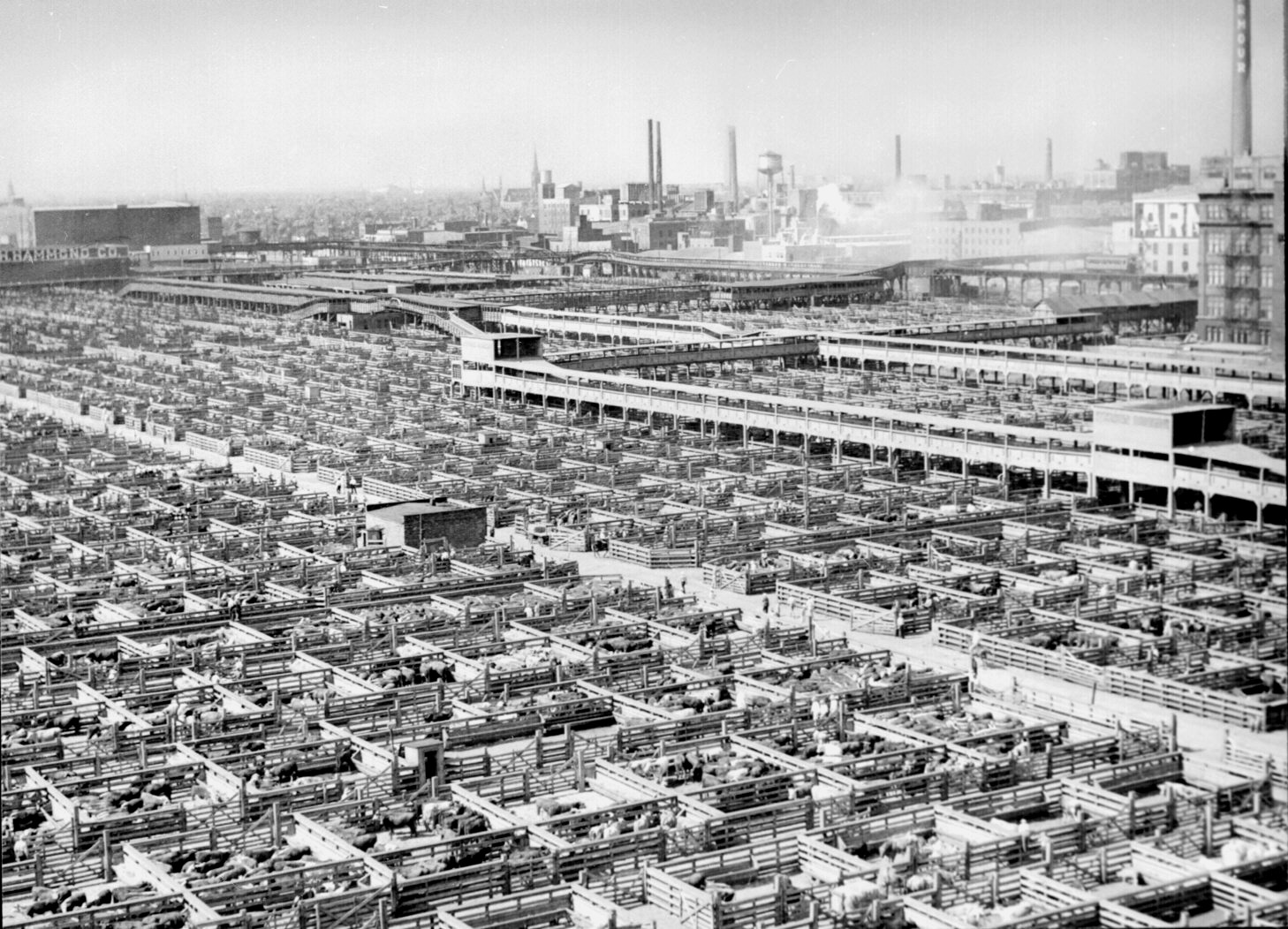
Schlachthöfe in Chicago 1947

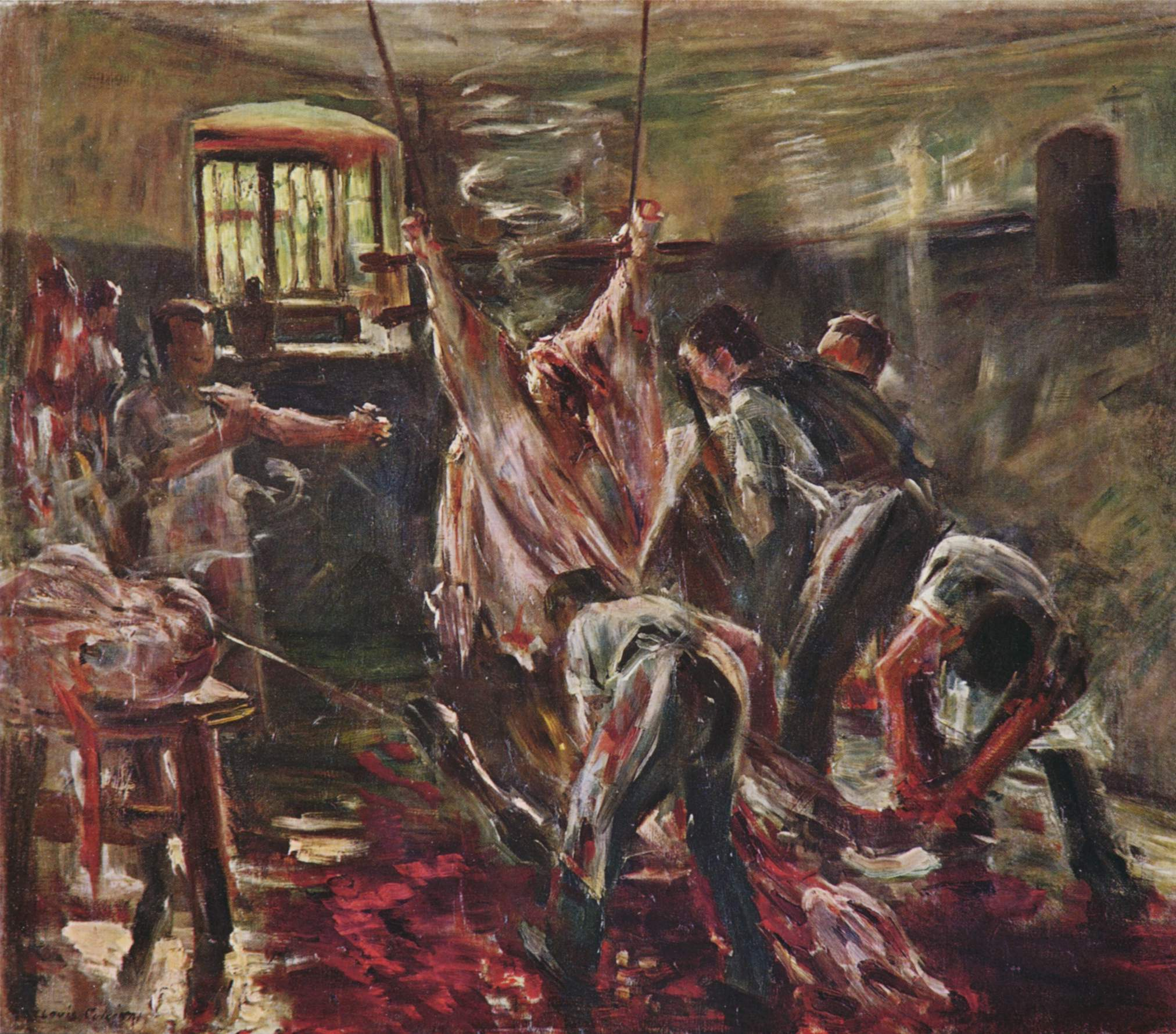
Lovis Corinth: „Im Schlachthaus“, 1893

Die heilige Johanna der Schlachthöfe, kurz Heilige Johanna genannt, ist ein episches Theaterstück von Bertolt Brecht, seiner Mitautorin Elisabeth Hauptmann und seinem Mitautor Emil Burri.  Es erzählt die Geschichte der Johanna Dark, die den ausgesperrten Arbeitern auf den Schlachthöfen Chicagos den Glauben an Gott näherbringen will. Angesichts des Elends versucht sie, den führenden Unternehmer der Fleischindustrie, Mauler, zu überreden, die Fleischfabriken wieder zu eröffnen, gerät dabei aber immer tiefer in den Strudel wirtschaftlicher Machenschaften der Fleischbosse. Schließlich begibt sie sich aus Protest zu den auf den stillgelegten Fleischhöfen im Schnee ausharrenden Arbeitern und wird Zeugin von Versuchen der Arbeiter, sich gegen die Bosse durch einen Generalstreik zur Wehr zu setzen. Als jene ihr eine wichtige Nachricht anvertrauen, unterschlägt sie diese aus Angst, gewalttätige Auseinandersetzungen zu verursachen. Dadurch scheitert der Streik. Am Ende erkennt die sterbende Johanna, dass ihre Hoffnung auf Gott und auf Verhandlungen mit den Kapitalisten gescheitert ist und dass sie den Arbeitern, denen sie helfen wollte, nur geschadet hat.
Das Stück greift verschiedene Themen auf. Mit Johannas Scheitern demonstriert Brecht die Vergeblichkeit sozialer Kompromisse in der Krise und die negative Wirkung religiöser Organisationen, die nur den Reichen und Mächtigen dienen. Weiterhin zeigt er den aus marxistischer Sicht typischen Verlauf von Krisen des Kapitals, die Monopolbildung und weitere Schlechterstellung der Arbeiter zur Folge haben.

## Entstehungsgeschichte
Entstanden ist das Drama 1929/30 während der Weltwirtschaftskrise. Handlungsort sind die Union Stock Yards, die Schlachthöfe von Chicago. Brecht greift mit dem Drama verschiedene eigene Vorarbeiten und Anregungen aus der umfangreichen Literatur zu Jeanne d’Arc und zur Heilsarmee auf. Insbesondere sind Parallelen zum Werk George Bernard Shaws erkennbar. Dessen Drama Major Barbara (uraufgeführt 1905) handelt ebenfalls von der Desillusionierung einer Angehörigen der Heilsarmee. In seinem Stück Die heilige Johanna (uraufgeführt 1923) „erdet“ Shaw (wie Brecht) die von Schiller idealisierte Johanna-Figur.

### Vorarbeiten Brechts und Elisabeth Hauptmanns
Seit 1927 haben sich Brecht und Elisabeth Hauptmann intensiv mit der Heilsarmee beschäftigt, zunächst für das Songspiel Happy End (1929), dessen Heilsarmee-Gesänge in die Die heilige Johanna der Schlachthöfe übernommen wurden und dessen Protagonistin schon Lillian Holliday heißt. Brecht und Hauptmann wollten wissen, wie die Organisation entstanden war, wie sie aufgebaut war, wie sie arbeitete. Dazu besuchten sie Versammlungen der Heilsarmee und sie werteten Publikationen der Heilsarmee aus. Konkrete Anknüpfungen bot das Buch „Figuren“ von Paul Wiegler, das sowohl Kritik am Finanzgebaren der Heilsarmee als auch ein Kapitel zu Jeanne d’Arc enthält.
Brechts Dramenfragmente Jae Fleischhacker in Chikago und Der Brotladen enthalten bereits wesentliche Motive der Johanna. So heißt es im „Brotladen“ zur Heilsarmee:
„Das Unnütze der Religion zeigen. Nicht Angriff auf Heilsarmee! Heilsarmee hat nur Interesse an sich selber, daß sie bessert, es ist ihr nicht um Leute zu tun. Will Geldgeber, reiche Gewinner, nicht Arbeitslose. Mädchen fliegt raus, weil es sich zu sehr um Leute kümmert. (…) Die Macht der Religion.“
„Heilsarmee: ihre Funktion: sie bringt alle in den Sumpf. Mit ihrem Idealismus.“
Brecht begann 1929 mit den Arbeiten an der Heiligen Johanna. Das Stück wurde 1930 unter Mitarbeit von Hermann Borchardt, Elisabeth Hauptmann und Emil Burri fertiggestellt. Umarbeitungen folgten 1932 und 1937. Brecht hat in der Zeit intensive Literaturstudien betrieben, Zusammenhänge aus Das Kapital von Karl Marx wurden für das Stück verarbeitet.

### Literarische Quellen
Inspiriert wurde Brecht durch den Roman The Jungle von Upton Sinclair. Dieser beschreibt die unmenschlichen Zustände auf den Schlachthöfen von Chicago. Die Person der heiligen Johanna zeigt viele Parallelen zu der historisch-mystischen Figur Jeanne d’Arc, von Brecht „Johanna Dark“ genannt. Warum Brecht die ursprünglich Lillian Holliday genannte Person umbenannte, ist nicht ganz klar. Ihm waren allerdings die Bearbeitungen des Jeanne-d’Arc-Stoffes von Friedrich Schiller (Die Jungfrau von Orleans) und George Bernard Shaw (Die Heilige Johanna) bekannt, auf die der Titel anspielen soll. 

## Uraufführung
Radio Berlin strahlte Die heilige Johanna der Schlachthöfe am 11. April 1932 in einer gekürzten Hörspielfassung mit Alfred Braun als Regisseur erstmals aus. Die Johanna sprach Carola Neher, nach Jan Knopf hat Brecht die Rolle für sie geschrieben; Mauler wurde verkörpert durch Fritz Kortner, Frau Luckerniddle durch Helene Weigel und Slift sowie Graham durch Peter Lorre. Nach Jan Knopf blieben aufgrund der Kürzungen „die ökonomischen Abläufe … gänzlich undurchsichtig.“
Brechts Versuche, eine Aufführung in Berlin oder Wien anzustoßen, scheiterten zu Beginn des Jahres 1933 an der politischen Situation. Eine geplante Inszenierung des Hessischen Landestheaters in Darmstadt unter dem Intendanten Hartung wurde durch heftigen konservativen und nationalsozialistischen Widerstand verhindert. Der Stadtrat drohte mit der Streichung der Theatersubventionen und das Stück wurde abgesagt.
Erst am 30. April 1959, also drei Jahre nach Brechts Tod, wurde das Drama am Deutschen Schauspielhaus in Hamburg uraufgeführt. Gustaf Gründgens inszenierte die »Heilige Johanna« nach dem zeitgenössischen Kritiker Christoph Funke, „indem er bis in Einzelheiten des Arrangements und der Requisiten die Form der großen klassischen Tragödie karikierte“. Unterstützt habe diese Intention „das sparsame, ungewöhnlich dynamische, illusionszerstörende Bühnenbild“ Caspar Nehers. Brechts Tochter Hanne Hiob verkörperte die Johanna Dark, Hermann Schomberg den Fleischkönig Pierpont Mauler. Weitere Darsteller waren Joseph Offenbach, Robert Meyn, Werner Hinz, Richard Münch, Benno Gellenbeck, Lotte Brackebusch und Arno Bergler. Die Musik gestaltete Siegfried Franz. Kritiker Christoph Funke berichtet von stürmischem „Beifall, der zum Orkan anschwoll“. Jan Knopf weist darauf hin, dass die Themen Arbeitslosigkeit und Krise „im Zeitalter der Vollbeschäftigung … als ein ferner Wink aus alten Zeiten“ erschienen seien und dass dadurch das religiöse Thema und die Qualität der „Personen- und Konfliktgestaltung“ in den Vordergrund gerückt seien.

## Handlung
Pierpont Mauler, Chicagos Fleischkönig, verkauft seinen Anteil am gemeinsamen Geschäft an seinen Kompagnon (Cridle), angeblich aus Überdruss an der Tötung von Tieren, tatsächlich aber deshalb, weil seine New Yorker Börsenfreunde ihm in einem Insidertipp zu diesem Schritt geraten haben. Cridle verknüpft mit dem Kauf die Bedingung, dass vorher auch ihr größter Konkurrent (Lennox) bankrottgeht, was auch bald geschieht. Die „Schwarzen Strohhüte“, eine Parodie Brechts auf die Heilsarmee, unter dem Kommando von Leutnant Johanna Dark können das durch die Wirtschaftskrise (es ist zu viel Fleisch auf dem Markt, für das es keine Käufer gibt) immer größer werdende Elend der Arbeitslosen nicht mehr mit Suppe, Musik und netten Worten aufhalten. Daher bittet Johanna Mauler um Hilfe für die Armen.
Mauler möchte Johanna beweisen, dass die Arbeiter „schlecht“ seien und daher ihre hoffnungslose Lage selbst verschuldeten. Doch Johanna erkennt auf Maulers Schlachthof auch den Grund für die sogenannte „Schlechtigkeit“ (d. h. das unmoralische Verhalten der Arbeiter): deren Armut. Sie zieht mit ihren „Schwarzen Strohhüten“ in die Viehbörse, um dort für menschliche Verhältnisse zu sorgen. Scheinbar gelingt ihr das, aber in Wirklichkeit hat Mauler den Markt „gerettet“, indem er sich vertraglich verpflichtet, demnächst in großem Stil Fleisch aufzukaufen. Dabei folgt er allerdings einem neuen Insidertipp seiner Börsenfreunde. Kurz darauf kauft er alles Rindfleisch auf, dessen er habhaft werden kann.
Johanna wirft Fleischproduzenten, die den Schwarzen Strohhüten Geld spenden sollen, aus deren Haus. Dadurch verlieren die Heilsarmisten ihre materielle Basis. Johanna wird deshalb fristlos entlassen und wendet sich in ihrer Not an Mauler, der ihr zu helfen verspricht.
Johanna begreift zu spät, dass Maulers erneute Monopolstellung, diesmal als Eigentümer der Rinder, die Not durch den Verdrängungswettbewerb gegen Maulers Konkurrenten und den Ruin des Systems, den er verursacht, sehr schnell wieder vergrößern wird. Nun bietet sie den Kommunisten ihre volle Unterstützung an. Doch als zum Generalstreik aufgerufen wird, verrät sie ihre Verbündeten, da sie den irreführenden Meldungen der Medien glaubt und noch Skrupel gegenüber der Gewalt hat, zu der in einem Schreiben aufgefordert wird, das sie weiterleiten soll.
Der Streik wird durch Johannas Schuld niedergeschlagen, und das System kann gerade noch einmal stabilisiert werden: Zwei Drittel der Arbeiter erhalten zwei Drittel ihres alten Lohnes, die übrigen Arbeiter bleiben arbeitslos; der Fleischmarkt wird durch Reduzierung des Angebots an Rindfleisch gefestigt; die Banken und der Staat unterstützen diese „Reform“. Entkräftet bricht Johanna zusammen. Um die Verbreitung ihrer Erfahrungen und Ansichten zu verhindern, beschließen die Fleischhändler, sie heiligzusprechen als Märtyrerin der Mildtätigkeit. Ihre Ausrufe, die jetzt zur gewaltsamen Änderung der Gesellschaft aufrufen, gehen sogleich in einem Wirrwarr von Lobreden, Gesang und Musik unter.

## Interpretationen

### Figuren und Figurenkonstellation

#### Johanna

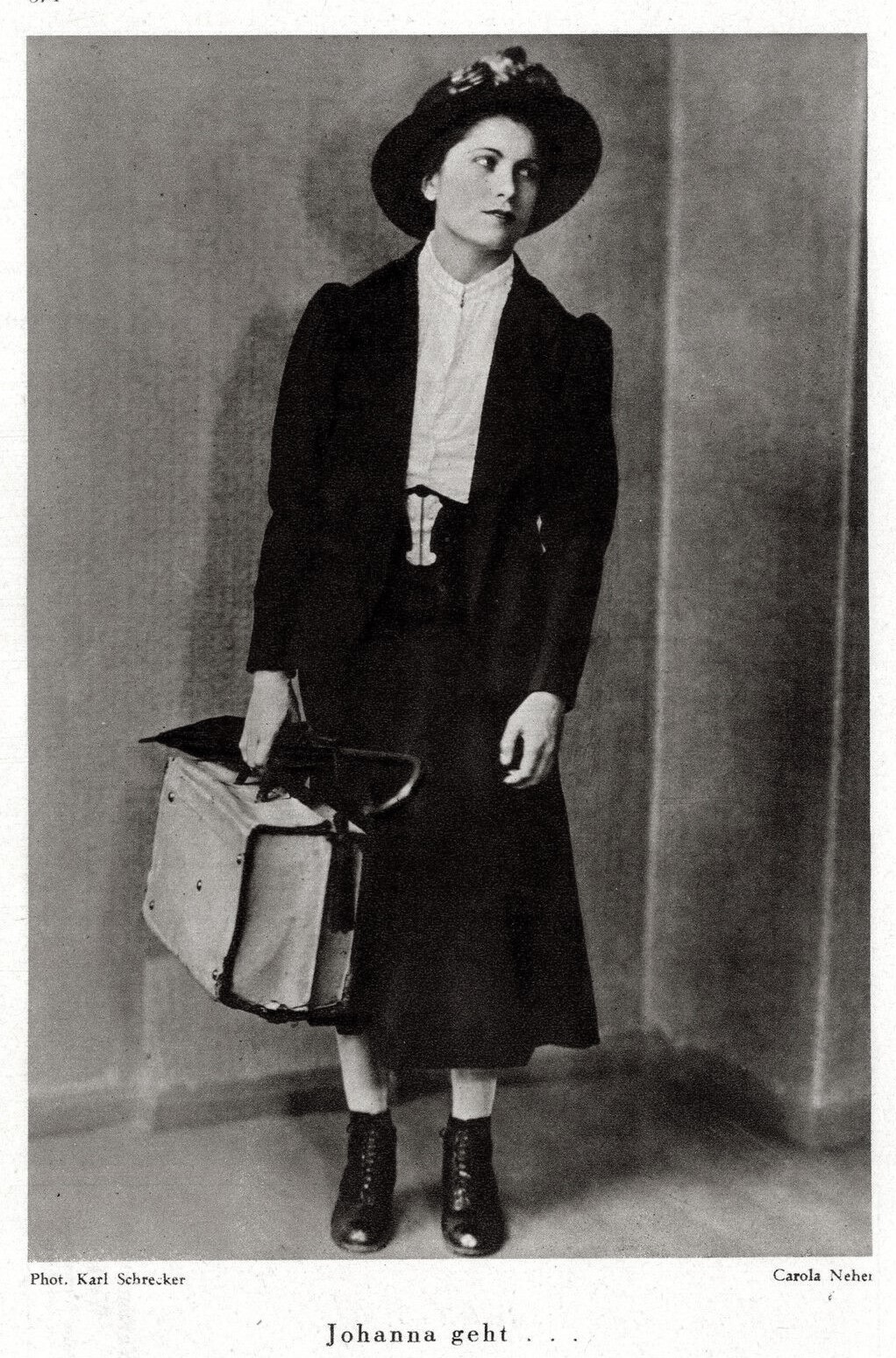
Carola Neher als Johanna (1930)

Mit Johanna führt Brecht den Typus „des tugendhaften Mädchens“ in seine Dramatik ein, das in Konfrontation mit der Härte der Welt daran scheitert, durch moralisches Handeln die Verhältnisse unmittelbar zu verbessern. „An Johanna und ihren Nachfolgerinnen – Kattrin, der Tochter der Mutter Courage, Shen Te und schließlich Grusche – erprobt Brecht den Sinn und die Wirkung der Nächstenliebe und Wohltätigkeit in einer unwirtlichen – nur noch selten kapitalistischen – Welt.“
In der Auseinandersetzung mit der brutalen Welt der Schlachthöfe durchläuft Johanna einen dreistufigen Lernprozess, der sie von der naiven Hoffnung auf Gott und Moral über christliche Reformhoffnungen zum Glauben an die Notwendigkeit gewaltsamen Widerstandes der Arbeiter gegen die Ausbeutung führt. Brecht nummeriert Johannas Erlebnisse in der Welt der verelendenden Fleischarbeiter als drei „Gänge in die Tiefe.“
Als Anführerin einer Gruppe der „Schwarzen Strohhüte“, die im Stück die Heilsarmee verkörpern, verteilt sie zunächst vor den Schlachthöfen Suppe und ihr Traktat „Der Schlachtruf“. Ansprachen und Lieder richten sich trotz militärischer Rhetorik vor allem gegen Gewalt:
„Johanna: Wir sind die Soldaten des lieben Gottes. Wegen unserer Hüte nennt man uns auch die schwarzen Strohhüte. Wir marschieren mit Trommeln und Fahnen überall hin, wo Unruhe herrscht und Gewalttaten drohen, um an den lieben Gott zu erinnern, den sie alle vergessen haben, und ihre Seelen zu ihm zurückzubringen.“
Die Arbeiter reagieren kühl auf Johannas Predigt, sie sehen die Ursache ihres Elends nicht in Gottesferne, sondern im Konkurrenzkampf zwischen den Fabrikanten Mauler und Lennox. Johanna beschließt, der Sache auf den Grund zu gehen und macht sich nach einem Gespräch mit Mauler auf den zweiten „Gang in die Tiefe“. Im Auftrag Maulers soll ihr der Makler Slift die Schlechtigkeit der Armen zeigen, damit ihr das Mitleid vergeht. Aber Johanna reagiert auf die Beispiele menschlicher Verkommenheit nicht wie erwartet. Sie erkennt, dass „Armut die Ursache für die mangelnde Moral der Arbeiter ist“.
„Johanna: … Nicht der Armen Schlechtigkeit
Hast du mir gezeigt, sondern
Der Armen Armut.“
Johanna beginnt, die Marktmanipulationen der Fleischbosse zu durchschauen und stellt Forderungen: Durch soziale Preise und Löhne sollen die Kapitalisten den Armen ein moralisches Leben ermöglichen. Johannas „theologische Soziallehre sucht Moral und Ökonomie zu vereinen und das Evangelium in einer dem Kapitalismus adaptierten Version und Sprache zur Geltung … bringen“. Sie formuliert an der Fleischbörse ihre Forderung in der Sprache des Geschäfts:
„Johanna: Betrachten Sie doch einmal den Dienst am Nächsten als Dienst am Kunden! Dann werden Sie das Neue Testament gleich verstehen und wie grundmodern das ist, auch heute noch. Service! Was heißt denn Service anderes als Nächstenliebe? … Heben Sie die moralische Kaufkraft, dann haben Sie auch die Moral.“
Sie merkt noch nicht, wie sehr sie mit diesen Vorschlägen Mauler entgegenkommt und wie wenig sie den Arbeitern nützt. „Johanna und Mauler arbeiten in dieser Phase an der Errichtung desselben Systems und verkörpern gleichwohl Gegensätze: Sie versucht den Kapitalismus für die Religion, Mauler versucht die Religion für den Kapitalismus zu instrumentalisieren; diese Verflechtung der Interessen erklärt einen Teil der Affinität zwischen Mauler und Johanna.“
Erst als Johanna erkennen muss, dass alle Interventionen nichts helfen und dass die Arbeiter weiterhin tagelang ausgesperrt im Schnee vor den Fabriken ausharren, tritt sie ihren „Dritten Gang in die Tiefe“ an. Sie begibt sich zu den Schlachthöfen, um das Elend der Ausgesperrten zu teilen. Dieser Gang beginnt mit einer Traumvision, in der sich Johanna als Anführerin einer Massendemonstration in den Straßen Chicagos sieht: „mit kriegerischem Schritt, die Stirne blutig / Und Wörter rufen kriegerischen Klangs“. Aber der Traum wird nicht Realität. Das Misstrauen gegen die Kommunisten („Johanna: Sind das nicht Leute, die zu Verbrechen auffordern?“) und ihre Angst vor Gewalt hindern Johanna daran, einen entscheidenden Brief für die Arbeiterführer weiterzugeben, obwohl sie die Lage inzwischen durchschaut. Sie vergleicht das „System“ mit einer „Schaukel“:
„Ist eine Schaukel mit zwei Enden, die voneinander
Abhängen, und die oben
Sitzen oben nur, weil jene unten sitzen“.
Johannas Unterschlagung des Briefes führt zum Scheitern des Streiks. Arbeiterführer werden verhaftet, es wird geschossen. Am Ende stabilisiert sich die Lage der Fleischindustrie, während die Arbeiter Lohnkürzungen und Entlassungen hinnehmen müssen. In der Schlussszene haben die Fleischbosse die Schwarzen Strohhüte und die Religion für sich funktionalisiert. Um ihre Menschlichkeit zu demonstrieren, wollen sie die sterbende Johanna zur Heiligen erklären.
„Slift: Sie soll unsere heilige Johanna der Schlachthöfe sein. Wir wollen sie als Heilige aufziehen und ihr keine Achtung versagen. (…)
Mauler: Auch in unsrer Mitte fehle
Nicht die kindlich reine Seele
Auch in unserm Chor erschalle
Ihre herrlich lautre Stimme
Sie verdamme alles Schlimme
Und sie spreche für uns alle.“
Johanna geht auf die Huldigungen nicht ein, sie bereut ihr Versagen als Botin und die verpasste Chance, die Welt zu verändern. Sie erkennt, wie nützlich ihre moralischen und religiösen Predigten den Mächtigen waren und dass es darauf ankommt, die Welt zu verändern.
„Johanna: Ich zum Beispiel habe nichts getan.
Denn nichts werde gezählt als gut, und sehe es aus wie immer, als was
Wirklich hilft, und nichts gelte als ehrenhaft mehr, als was
Diese Welt endgültig ändert: sie braucht es.
Wie gerufen kam ich den Unterdrückern.“
Dabei wendet sich Johanna ab von Religion und Moral und bejaht die gewaltsame Veränderung der extremen Gegensätze zwischen „Unten und Oben“.
„Johanna: Darum, wer unten sagt, daß es einen Gott gibt
Und ist keiner sichtbar
Und kann sein unsichtbar und hülfe ihnen doch
Den soll man mit dem Kopf auf das Pflaster schlagen
Bis er verreckt ist.
(…)
Und auch die, welche ihnen sagen, sie könnten sich erheben im Geiste
Und steckenbleiben im Schlamm, die soll man auch mit den Köpfen auf das
Pflaster schlagen. Sondern
Es hilft nur Gewalt, wo Gewalt herrscht, und
Es helfen nur Menschen, wo Menschen sind.“
Jan Knopf sieht in den unterschiedlichen Deutungen der Johanna-Figur einen Grundkonflikt zwischen Literaturwissenschaftlern der DDR und der Bundesrepublik nach dem Zweiten Weltkrieg. „Die westliche Deutung stellte dabei die Hauptfigur ganz in das Zentrum ihrer Darstellung und sieht alles Geschehen weitgehend aus ihrer Perspektive.“ So habe etwa Rolf Michaelis das Drama als Konflikt „zwischen kleinem armem Kind und großem reichen Mann“ interpretiert, in dem Johanna durch den Verzicht auf Gewalt scheitere. Aus der Sicht von Michaelis seien die Schlachthöfe „Symbol einer sich im Lebenskampf selbst zerfleischenden Menschheit“. Benno von Wiese habe sich ausdrücklich gegen das „eingehämmerte Brechtsche Programm“ gewendet und die Qualität des Stückes in der „zum tragischen Scheitern verurteilten Güte“ gesehen.
Im Gegensatz dazu habe man in der DDR die programmatischen Aussagen des Stückes in den Vordergrund gestellt und Johanna als Repräsentantin des Kleinbürgertums interpretiert, das sich wie Brecht selbst zögerlich dem revolutionären Proletariat zuwende. Kritisiert worden sei von Ernst Schumacher die Darstellung des Proletariats:
„Die klassenbewußten Arbeiter des Stückes sind schematische Bestandteile eines Kollektivs. Es ist bezeichnend, daß Brecht die Theorie, daß Organisation und Gewalt für das Proletariat unabdingbar sind, von den Arbeitern als Chor vortragen läßt, nicht aber in derselben Konkretheit zu gestalten vermag wie die Manöver und Machenschaften der Kapitalisten. Wenn Mauler ein ‚negativer Held‘ ist, so fehlt der ‚positive Held‘ auf Seiten der Arbeiterschaft.“
Erst die neuere Brecht-Forschung habe „die Überbetonung der Hauptfigur als ‚Charakter‘ in der westlichen Forschung, andererseits auch die Einseitigkeit der ökonomischen Deutung und die Betonung der bürgerlich ‚negativen‘ Helden durch Forscher der DDR zurückgewiesen und dafür gerade die Johanna-Figur entindividualisiert (…)“ Die Johanna erscheine nun als „Kunstfigur“, geprägt „durch ihre Zugehörigkeit zu den kleinbürgerlichen Mittelschichten zwischen Bourgeoisie und Proletariat“.

#### Mauler
In Mauler, dem Antagonisten der Hauptfigur Johanna, erkennt Jan Knopf den „neuen Helden des Mythos Amerika, dessen Zentrum die Wall Street ist“. Er vergleicht Mauler mit antiken Gründerfiguren wie Aeneas, deren göttlichem Auftrag bei Mauler die Direktiven aus dem ökonomischen Zentrum der USA entsprächen. Als Beleg führt Knopf die Darstellung der Börsenspekulation in der Johanna in Form des antiken Botenberichts an, die sich zudem „an entscheidenden Stellen dem Hexameter des antiken Epos“ öffne. Die klassische Sprache von Blankvers und Hexameter sei dabei nicht bloß „Parodie der Tradition“, sondern zugleich „Verbrämung der realen Interessen und realen Abläufe der neuen Zeit …, die mit ihnen nicht rational, sondern irrational erfasst“ sei.
„Unverrückbar über uns
Stehen die Gesetze der Wirtschaft, unbekannte,
Wiederkehren in furchtbaren Zyklen
Katastrophen der Natur!“
Tom Kindt, Hans-Harald Müller und Frank Thomsen sehen in ihrer Untersuchung in der Figur des Mauler verschiedene Intentionen Brechts verwirklicht: Als „allegorische Figur“ verkörpere er „den Kapitalismus schlechthin, dem ‚Natur zur Ware‘ wird“. Weiterhin zeige Brecht an Mauler die ideologische Verwendung von Religion und Ethik, die beide für ökonomische Zwecke funktionalisiert würden. Mauler nutze geschickt Johanna und die Strohhüte für seine Zwecke aus. Zum anderen sei „Mauler aber auch das gespaltene bürgerliche Individuum, dessen Mitleid eine wirkliche Schwäche ist“. Auch sein Interesse an Religion gehe über den unmittelbaren ökonomischen Nutzen hinaus. Mauler sei zugleich Genie und Schurke, der die Klaviatur des Kapitalismus beherrsche, sich aber im richtigen Moment darüber hinwegsetze. Wie bei anderen frühen Figuren Brechts „bestimmt das Handeln Maulers ein naturwüchsiger grenzenloser Egoismus“.
In der Zwiespältigkeit der Mauler-Figur sehen einige Autoren einen Verweis auf Goethes Faust. Brecht hatte der Erstausgabe von 1932 den Spruch: „Der dreizehnte Versuch: ‚Die heilige Johanna der Schlachthöfe‘, soll die heutige Entwicklungsstufe des faustischen Menschen zeigen“, vorangestellt. Die zwei Seelen, die Faust auf dem Osterspaziergang in seiner Brust fühlte, seien bei Mauler – so Günter Hartung in seinen Studien zu Brecht – „bereits standardisiert und von der Rationalisierung erfaßt …, weshalb sie einander, bei aller Unverbundenheit, stützen und ergänzen. Jede ‚idealistische‘ Regung – das Schlachten nicht mehr aushalten zu können, vom Börsenbetrieb angeekelt zu sein, den Arbeitslosen zu helfen, indem man sie zu geringerem Lohn wieder einstellt usw. – kommt stets auch zugleich dem reellen Geschäft zugute.“

### Die „Johanna“ als Lehrstück marxistischer Krisenanalyse
Brechts „Johanna“ war für die DDR durchaus problematisch: Die Arbeiter bleiben Teil einer anonymen Masse, es fehlen die sozialistischen Helden und die revolutionäre Perspektive. Insofern rettete DDR-Autorin Käthe Rülicke-Weiler das Stück, indem sie es als Illustration der marxistischen Krisentheorie interpretierte.
Aus ihrer Sicht verläuft das Stück in vier Phasen, die der Marxschen Krisentheorie im Kapital entsprächen. Sie zitiert einen Ausschnitt aus dem 1. Band des „Kapital“:

„Das Leben der Industrie verwandelt sich in eine Reihenfolge von Perioden mittlerer Lebendigkeit, Prosperität, Überproduktion, Krise und Stagnation. Die Unsicherheit und Unstetigkeit, denen der Maschinenbetrieb die Beschäftigung und damit die Lebenslage des Arbeiters unterwirft, werden normal mit diesem Periodenwechsel des industriellen Zyklus.“

Rülicke-Weiler findet diese Phasen in der „Johanna“ wieder und gliedert diese wie folgt:
„Szene 1–4: Ende der Prosperität
Szene 5–8: Überproduktion
Szene 9 (1–10): Krise
Szene 10–12: Stagnation.
In der Schlußapotheose (Szene 13) ist der industrielle Kreislauf wiederhergestellt: Er wird »normal« zur mittleren Lebendigkeit übergehen.“
Eingeleitet werde jede dieser Phasen durch einen Brief einflussreicher New Yorker Freunde an Fleischkönig Mauler, der durch diese Insiderinformationen seinem Umfeld jeweils voraus sei. Rülicke-Weiler unterscheidet dabei zwischen „Basis“ und „Überbau“. Im Stück finde sich in den Briefen die tatsächliche „Entwicklung des Kapitalismus“, die Mauler jeweils in eine passende „Ideologie“ umsetze. So sei etwa Maulers Mitleid mit dem Schlachtvieh der ideologische Vorwand, sein Geld aus dem Fleischgeschäft zu ziehen. In Wirklichkeit sei sein Handeln ökonomisch durch das „Ende der Prosperität“ motiviert.
Verschiedene Autoren kritisieren Rülicke-Weilers Reduktion des Stückes auf den wirtschaftlichen „Kern“. Hans Peter Herrmann verweist darauf, dass das wirtschaftliche Geschehen im Stück aus Sicht der Zuschauer eher chaotisch verlaufe. Jan Knopf stellt die strenge Logik, wie sie Rülicke-Weiler konstruiert, in Frage, indem er auf den nach dieser Stringenz völlig überraschenden Erfolg Maulers am Ende des Stückes verweist. Aus seiner Sicht hat der „Brief, den Mauler am Ende, als er pleite zu sein scheint, erhält … viel vom reitenden Boten der Dreigroschenoper.“

### Brecht und Schiller
Zunächst scheint es so, dass die Handlung des Stückes weder mit der historischen Jeanne d’Arc noch mit Schillers „Jungfrau von Orléans“ etwas zu tun habe. Bei näherem Hinsehen erweist sich dieser Eindruck allerdings als falsch:
Gleich in der ersten Szene parodiert Brecht Schiller, indem er den von ihm verwendeten Sprachgestus im Gespräch zwischen Mauler und Cridle nachahmt: Die Figuren sprechen auffallend „gestelzt“, indem sie „erlesene“ sprachliche Mittel wie den Blankvers und einen mit rhetorischen Figuren gespickten pathetischen Stil verwenden. Damit will Brecht die „schön Redenden“ als „Schönredner“ entlarven, denn die Wahrheit erfahren die Zuschauer in Form der (in Prosa, also im „Klartext“ vorgetragenen) Mitteilung der Leute von der Wall Street an Mauler, die dieser monologartig vorliest. Die Kritik, wonach schönes Reden unter dem Verdacht stehe, es werde damit „Schönrednerei“ in apologetischer Absicht betrieben, soll auch Schiller treffen. In den Augen Brechts stehen die idealistischen Äußerungen von Schillers Johanna unter Ideologie-Verdacht.
Letztlich ist Brechts Johanna Dark am Anfang Schillers Johanna nicht unähnlich: Voller Idealismus will sie die Menschen zu dem hinführen, was sie für „Gottes Willen“ hält. Dabei ist Brechts Johanna allerdings pazifistisch eingestellt (sie verabscheut Gewalt), während Schillers Johanna zu einer Art „Heiligen Krieg“ aufruft.
Brechts Johanna nähert sich einerseits Schillers Johanna an, andererseits entfernt sie sich aber auch von ihr: Einerseits erkennt auch Brechts Johanna, dass die Lage nicht ohne Gewalt gelöst werden kann, andererseits aber hat sie ihre Illusionen über die Religion verloren: Wie sie am eigenen Leib erlebt, dient diese letztlich nur dazu, die Menschen zu manipulieren und sie vom Kampf abzubringen, indem die Menschen auf eine „Gerechte Welt nach dem Tode“ vertröstet werden sollen. Die Schlussszene in Brechts Stück parodiert so Johannas Apotheose in Schillers „romantischer Tragödie“.
Theoretisch grenzt sich Brecht in seiner Schrift „Ist das epische Theater etwa eine ‚moralische Anstalt‘?“ von Schiller ab und bezieht sich dabei ausdrücklich auf dessen Schrift „Was kann eine gute stehende Schaubühne eigentlich wirken? (Die Schaubühne als eine moralische Anstalt betrachtet)“. Schiller habe zu einer Zeit gelebt, in der das Bürgertum noch voller Idealismus habe Forderungen stellen können. Bereits hundert Jahre später seien jedoch die Bourgeois in die Lage geraten, nicht mehr Fordernde zu sein, sondern mit Forderungen Konfrontierte, und das sei alles andere als vergnüglich. Theater solle nicht mehr moralische Anstalt sein, was Schiller meinte, sondern zentrale Institution zur Veränderung der Gesellschaft und damit des Menschen.

### Das epische Theater
Auch „Die Heilige Johanna der Schlachthöfe“ stellt eine Umsetzung von Brechts Konzeption des epischen Theaters dar.
Zwar fehlt in dem Stück das „Umschalten“ vom dramatischen Modus (dem Spiel auf der Bühne) in den epischen Modus (ausdrückliche Erläuterungen und Kommentare von Schauspielern, die sich dabei direkt an das Publikum wenden), aber andere Aspekte werden voll umgesetzt. So gibt es in dem Stück
- Appelle und Reden, die nicht nur an die Figuren auf der Bühne gerichtet sind, sondern auch an das Publikum (insbesondere Johannas Schlussworte)
- Verfremdungseffekte (insbesondere die „förmliche“ Sprache im Kontrast zu den banalen Sachverhalten, um die es geht)
- choreographische Elemente in den Massenszenen mit einer an den Instrumenteneinsatz in der Musik erinnernden Sprechtechnik in den Massenszenen
- den für Brecht typischen „pädagogischen“ Ansatz: Der Zuschauer wird „da abgeholt, wo er ist“, nämlich bei einer moralisierenden Haltung („die Welt ist schlecht, weil der Mensch schlecht ist“); mit der Protagonistin gemeinsam soll er einen Lernprozess vollziehen und als „Lernziel“ erkennen, dass umgekehrt „der Mensch schlecht ist, weil die Gesellschaft ihm das Gutsein unmöglich macht“, dass es also gilt, die Gesellschaft zu ändern.

Zu diesem Zweck soll „das Natürliche auffällig gemacht werden“. Das heißt konkret: Die Religion im Allgemeinen und die Heiligenverehrung im Besonderen sollen nach Brecht als Instrumente erkannt werden, von den wahren Problemen der Menschen und deren Lösung im Diesseits abzulenken. Der Kapitalismus soll ihm zufolge als Quelle von Elend und Unterdrückung erkannt und bekämpft werden.

### Brecht und die Religion
In ihrer Schlussrede sagt Johanna Dark:
„Darum, wer unten sagt, daß es einen Gott gibt
Und ist keiner sichtbar
Und kann sein unsichtbar und hülfe ihnen doch
Den soll man mit dem Kopf aufs Pflaster schlagen
Bis er verreckt ist.“
Bertolt Brecht legt in seinen „Anmerkungen zu ‚Die heilige Johanna der Schlachthöfe‘“ Wert auf die Feststellung, dass Johanna „keineswegs über Gott spricht, sondern über das Reden über Gott. […] Der Glaube, der hier anempfohlen wird, ist ein folgenloser, was die Umwelt betrifft, und ihn anzuempfehlen nennt die Johanna ein soziales Verbrechen.“ Die „Existenz Gottes“, „der Glaube“ stünden in dem Stück gar nicht zur Diskussion, so Brecht.

## Aufführungen (Auswahl)
- 1959: Schauspielhaus Hamburg, Uraufführung, Regie: Gustaf Gründgens[55]
- 1961: Staatsschauspiel Dresden, Inszenierung von Hannes Fischer und Ottofritz Gaillard[55]
- 1968: Berliner Ensemble, Aufführung einer frühen Textfassung, Regie: Manfred Wekwerth und Joachim Tenschert[55]
- 1979/1980: Schauspielhaus Bochum, Regie: Alfred Kirchner, erste Premiere nach dem Wechsel von Claus Peymann und seinem Ensemble von Stuttgart nach Bochum, Aufführung in einer alten Fabrikhalle wegen Umbau des Schauspielhauses[56]
- 1983: Deutsches Nationaltheater Weimar, Regie: Fritz Bennewitz[57]
- 1997: Akademietheater Wien
- 2004: Berliner Ensemble
- 2006: Grenzlandtheater Aachen, Regie: Manfred Rolf Langner, Mauler: Thomas Hölzl, Graham: Tom Witkowski
- In der Spielzeit 2007/2008 wurde das Stück am Bremer „Theater am Goetheplatz“ mit Unterstützung eines Dutzends arbeitsloser Schauspieler aufgeführt.[58] Regisseur Frank-Patrick Steckel meint zu dem Stück: „Man würde den Text am liebsten zu den Akten legen, doch die Zeiten sind so, dass das nicht nur nicht geht, sondern man es immer wieder hervorholen muss, gleichzeitig hat man das Gefühl, das Theater muss auf diese Dinge reagieren, und wie soll es das tun als mit Stücken, die über diese Dinge sprechen.“
- 2009: Deutsches Theater, Regie: Nicolas Stemann[59]
- 2010: Burgtheater Wien, Regie: Michael Thalheimer, Premiere am 30. Oktober 2010 – derzeit laufend Vorstellungen
- 2010: Staatstheater Darmstadt, Regie: Hermann Schein, ab 16. Oktober 2010
- 2011: Deutsches Nationaltheater Weimar, Regie: Michael von zur Mühlen, Erstaufführung am 7. Mai 2011[60]
- 2012: Schauspielhaus Zürich, Regie: Sebastian Baumgarten
- 2014: Schaubühne am Lehniner Platz, Regie: Peter Kleinert[61]
- 2014: Theater der Stadt Heidelberg, Regie: Holger Schultze (Intendant des Theaters Heidelberg) Premiere am 5. Dezember 2014
- 2015: Theater Augsburg, Regie: Christian Weise. Erstaufführung am 7. Februar im Rahmen des Brechtfestival 2015 in Augsburg
- 2017/18: Theater Bonn, Regie: Laura Linnenbaum.[62]
- 2025: Düsseldorfer Schauspielhaus, Regie: Roger Vontobel[63]

## Textausgaben
- Die heilige Johanna der Schlachthöfe. Schauspiel, in: Versuche, Heft 5 (= Versuche, Band 13), Gustav Kiepenheuer, Berlin 1932, S. 362–455; Anhang: Schlussszene zu Die heilige Johanna der Schlachthöfe. Schauspiel, Felix Bloch Erben, Berlin 1931 (hektografiertes Bühnenmanuskript, S. 96–101).
- Die heilige Johanna der Schlachthöfe. In: Bertolt Brecht: Große kommentierte Berliner und Frankfurter Ausgabe. Band 3, Stücke 3, S. 127–234, nach dem Text der Ausgabe von 1932.
- Die heilige Johanna der Schlachthöfe. Verlag Philipp Reclam jun. Leipzig, 1968. Illustrationen Heinz Zander
- Bertolt Brecht: Die Heilige Johanna der Schlachthöfe. Bühnenfassung, Fragmente, Varianten. Kritisch ediert von Gisela E. Bahr. Edition Suhrkamp, Frankfurt am Main 1980.
- Die heilige Johanna der Schlachthöfe, 25. Auflage, Edition Suhrkamp 113, Frankfurt am Main 1995, ISBN 3-518-10113-7.
- Die heilige Johanna der Schlachthöfe, Text und Kommentare von Anya Feddersen. Suhrkamp, Frankfurt am Main 2005, ISBN 3-518-18857-7 (= Suhrkamp BasisBibliothek, Band 57).